# Robert Zymliński
Robert Stefan Zymliński – polski kardiolog, doktor habilitowany nauk medycznych i nauk o zdrowiu.

## Życiorys
W 1996 r. ukończył studia lekarskie w Akademii Medycznej im. Piastów Śląskich we Wrocławiu, w 2007 r. obronił pracę doktorską pt. Ocena stężenia homocysteiny w osoczu krwi u chorych na przewlekłą niewydolność serca, której promotorem był prof. Piotr Ponikowski, w 2019 r. habilitował się na podstawie pracy zatytułowanej Uszkodzenie wielonarządowe w ostrej niewydolności serca: diagnostyka, patofizjologia i znaczenie prognostyczne.
Został zatrudniony w 4 Wojskowym Szpitalu Klinicznego z Polikliniką we Wrocławiu, na Uniwersytecie Medycznym im. Piastów Śląskich we Wrocławiu, oraz na Uniwersytecie Jagiellońskim w Krakowie.
Należy do Rady Dyscypliny Naukowej - Nauk Medycznych UMW.